# Beteiligungskapital
Beteiligungskapital nennt man Finanzmittel, mit denen Beteiligungsgesellschaften Anteile an Unternehmen erwerben und sich damit an deren Wert und Erfolg beteiligen. Anders als Fremdkapital (Darlehen), muss Beteiligungskapital nicht zurückgezahlt werden. Eine Beteiligungsgesellschaft verdient dann Geld, wenn die Anteile, die erworben wurden, zu einem höheren Preis weiterveräußert werden können.
Neben sehr vielen privaten, profitorientierten Beteiligungsgesellschaften handeln auch einige im öffentlichen Auftrag, wie zum Beispiel die Beteiligungsgesellschaften der Bundesländer oder die so genannten mittelständischen Beteiligungsgesellschaften.
In dieser stark durch die anglo-amerikanische Wirtschaft geprägten Branche werden zwei Schlagworte verwendet, die unterschiedliche Produkte, Märkte und Kundengruppen bezeichnen: Venture Capital und Private Equity.